# 최경진 (축구 선수)
최경진(崔景診, 1984년 8월 12일 ~ )은 대한민국의 풋살 선수이다. 포지션은 공격수이며, 2012년 FK리그 서울 은평 FS 클럽을 정식 창단 시켜 현재 서울 은평FS 풋볼아카데미 대표이자 선수로서 실질적인 클럽을 경영하고 있다. 전주대학교 축구부에서 잠시 활약하였으나 편입시험을 통해 한양대학교에 재 입학 후 2016년 늦깎이 졸업생이 되었다.

2008년 대한민국 축구 역사상 처음으로 대한민국 비치 사커 국가대표팀이 소집 되면서 발탁되어, 제1회 발리 비치 아시아 경기대회에서 비치사커 부문 4위에 공헌하였다.

한국풋살연맹이 주관하고 국민체육진흥공단이 후원하는 FK리그 2012-13에서 리그 역사상 최다득점(40골)을 넣으며 득점상을 수상하며, 제4회 인천 실내&무도 아시아 경기대회 대한민국 풋살 국가대표팀에 5년 만에 선발되어 8강 진출에 기여하였다.

FK리그 2013-14에서는 팀의 4강 플레이오프 진출에 기여하며, 정규리그 16경기 70골로 역대 최다 득점 신기록으로 2년 연속 득점상을 수상하였다.

2014년 베트남에서 개최된 AFC 풋살 선수권 대회에 대한민국 풋살 국가대표 선수로 참가하였다. FK리그 2015-16에서는 총 50골을 넣으며 통산 세번째 득점상을 수상하였다.

FK리그 통산 최다 득점을 기록을 보유 중이다.
| 클럽    | 클럽         | 클럽   | 리그 | 리그 | 컵   | 컵   | 대륙 | 대륙 | 합계 | 합계 |
| 시즌    | 클럽         | 리그   | 경기 | 득점 | 경기 | 득점 | 경기 | 득점 | 경기 | 득점 |
| 한국    | 한국         | 한국   | 리그 | 리그 | FK컵 | FK컵 | AFC  | AFC  | 합계 | 합계 |
| ------- | ------------ | ------ | ---- | ---- | ---- | ---- | ---- | ---- | ---- | ---- |
| 2013–14 | 서울 은평 FS | FK리그 | 15   | 40   | ?    | ?    | -    | -    | 15   | 40   |
| 2013–14 | 서울 은평 FS | FK리그 | 16   | 70   | 2    | 2    | -    | -    | 18   | 72   |
| 2014–15 | 서울 은평 FS | FK리그 | 13   | 45   |      |      | -    | -    | 14   | 24   |
| 통산    | 통산         | 통산   | 44   | 155  | 2    | 2    | 3    | 1    | 46   | 157  |

## 선수 경력
- 2002년 제11회 금석배 전국학생 축구대회 고등부 준우승.
- 2004년 마카오 AFC 풋살 선수권 대회 대한민국 풋살 국가대표 상비군
- 2008년 KFA 전국 풋살 선수권 대회 우승 및 최우수선수상.[8]
- 2008년 태국 AFC 풋살 선수권 대회 대한민국 풋살 국가대표 상비군.[9]
- 2008년 KFA 전국 비치사커 대회 우승 및 최우수선수상, 득점상.[10]
- 2008년 발리 비치 아시아 경기 대회 대한민국 비치사커 국가대표.[11][12]
- 2011년 하나은행 전국 비치사커 대회 준우승.[13]
- 2012년 하이트진로 전국 비치사커 대회 3위[14] 및 페어플레이단체상.[15][16]
- 2012년 FK컵[17] 페어플레이단체상
- 2012-13 현대해상 FK리그[18][19] 페어플레이단체상 및 득점상 (40골)[20]
- 2013년 인천 실내&무도 아시아 경기 대회 대한민국 풋살 국가대표[21]
- 2013-14 현대해상 FK리그 3위 및 득점상 (70골)[22]
- 2014년 베트남 AFC 풋살 선수권 대회 대한민국 풋살 국가대표.[23]